# Richard LeFrak
Richard S. LeFrak (* 1945 in New York City) ist ein US-amerikanischer Geschäftsmann. Er ist Vorsitzender und CEO der LeFrak Organization, einem privaten, familiengeführten Unternehmen mit Sitz in New York City, das Immobilien besitzt, entwickelt und verwaltet. LeFrak zählt zu den größten Landbesitzern und reichsten Personen in der Metropolregion New York. Mitte 2019 wurde sein Vermögen auf 6,3 Milliarden US-Dollar geschätzt.

## Leben
LeFrak wurde 1945 in eine jüdische Familie in New York City geboren, als eines von vier Kindern von Ethel Stone und dem Immobilienentwickler Samuel J. LeFraky. LeFrak machte 1967 einen Bachelor am Amherst College. LeFrak hat auch einen Juris Doctor von der Columbia University. Er begann 1968 für das Immobilienunternehmen seiner Familie, LeFrak, zu arbeiten. 1975 wurde er zum Präsidenten ernannt. Nach dem Tod seines Vaters im Jahr 2003 wurde er CEO und Vorsitzender. LeFrak wird die Leitung der Expansion und Diversifizierung des Unternehmens außerhalb des Großraums New York zugeschrieben. Größere Projekte hat das Unternehmen neben New York auch in New Jersey, Los Angeles und Miami durchgeführt. Über die LeFrak-Organisation besitzt er auch Beteiligungen an ca. 860 an Land produzierenden Öl- und Gasbohrungen sowie Mineralbeteiligungen in 10 Bundesstaaten.
Im Jahr 1998 erhielt LeFrak eine Ehrendoktorwürde des Amherst College. LeFrak sitzt derzeit im Board of Directors der Prostate Cancer Foundation und ist Mitglied des Kuratoriums des American Museum of Natural History. Von 1995 bis 2007 war er Vorstandsmitglied von Smith & Wollensky. Zuvor war er Mitglied des Kuratoriums des Amherst College und der Trinity School. Er war außerdem Mitglied im Vorstand des New York Banking Department, einer Aufsichtsbehörde, und Direktor von BankUnited in Florida, einem privaten Finanzunternehmen.
LeFrak ist Vorsitzender der Richard S. and Karen LeFrak Charitable Foundation, einer privaten Wohltätigkeitsorganisation, deren Mission die Unterstützung gemeinnütziger Organisationen umfasst.

## Persönliches
Er ist mit der Kinderbuchautorin Karin LeFrak (geb. Tucker) verheiratet. Sie leben in New York und Long Island und haben zwei Söhne (geboren 1971 und 1973), die beide in seinem Unternehmen beschäftigt sind.
Die Familie LeFrak spendete Geld für die Wiederwahlkampagne 2020 von Donald Trump.